# Diane Wakoski
Diane Wakoski (* 3. srpna 1937 Whittier) je americká básnířka. Studovala na Kalifornské univerzitě v Berkeley, kterou zdárně dokončila v roce 1960 s titulem BA. Na univerzitě se seznámila se skladatelem La Monte Youngem, s nímž měla i dítě, které bylo dáno k adopci. Dvojice se spolu usadila v New Yorku, ale brzy poté se rozešla. Za svůj život vydala přibližně tři desítky knih. Za svou tvorbu získala například Cenu Williama Carlose Williamse.